# 伊庭想太郎
伊庭 想太郎（いば そうたろう、1851年〈嘉永4年〉10月 - 1907年〈明治40年〉10月31日）は、江戸時代末期（幕末）から明治にかけての教育者（私塾文友館館長）、剣術家（心形刀流剣術第10代）にして、政治家星亨を殺害した殺人犯である。幼名は、亥朔（いさく）。

## 生涯
嘉永4年（1851年）、心形刀流第8代・伊庭秀業の四男として江戸に生まれる。元唐津藩士。
兄・伊庭八郎が戊辰戦争で戦死したのち、心形刀流9代目の義父・秀俊より10代目を受け継ぐ。明治維新後は、工部大学校入学の準備をしていたが入学はしていない。東京市四谷区仲町に私塾・文友館を開き、小笠原長行の息子小笠原長生（のち海軍中将）の家庭教師を務める。徳川育英会幹事、東京農学校校長、四谷区議、日本貯蓄銀行頭取、相談役などを歴任。
明治34年（1901年）6月21日、前逓信大臣で政治家の星亨を公衆の面前で暗殺した。刺殺後、天下のためであると怒号を上げて、持参した斬奸状なる書状を読み上げたという。
無期徒刑となり、明治35年（1902年）4月24日小菅監獄に入獄し、明治40年（1907年）に胃ガンのため病死した。
東京都中野区沼袋貞源寺に、伊庭想太郎の墓がある。
養子に新劇俳優の伊庭孝がいる。

## 主な門弟
- 佐藤鉄太郎 - 海軍中将、貴族院議員
- 小笠原長生 - 海軍中将、子爵

## 登場作品
- 小説
  - 東台隠士『江戸の武士伊庭想太郎』
  - 池波正太郎『幕末遊撃隊』※猪作の名前で登場
  - 司馬遼太郎『坂の上の雲』
  - 山田風太郎『明治暗黒星』
  - 柴田錬三郎『心形刀』
- 漫画
  - 江川達也『日露戦争物語』
  - 岡田屋鉄蔵『MUJIN-無尽-』※亥朔の名前で登場
- 映画
  - 『日本暗殺秘録』星亨暗殺事件（監督：中島貞夫）※伊庭想太郎役は登場せず、カメラワークで星亨役を追い回す
- ゲーム
  - 『瞬旭のティルヒア』（2018年、ライアーソフト）※伊庭亥朔の名前で登場